# Terry Pratchett
Terence David John "Terry" Pratchett, född 28 april 1948 i Beaconsfield i Buckinghamshire, död 12 mars 2015 i Broad Chalke i Wiltshire, var en brittisk författare.
Terry Pratchett var mest känd för sina böcker om Skivvärlden. Bokserien innehåller mer än 40 böcker och är humoristiska fantasy-berättelser. Skivvärlden är platt och bärs upp av fyra elefanter som står på ryggskölden på världssköldpaddan Stora A'tuin, vilken i sin tur "långsamt simmar genom de interstellära djupen". Ursprungligen har Terry Pratchett hämtat denna bild ur hinduistisk mytologi.
Utmärkande för Pratchetts böcker är att de parodierar fantasygenren samtidigt som de är fantasyberättelser i sig själva. De följer narrativa regler, alla är medvetna om detta och tycker att "det är så världen fungerar". Alla vet att det bästa sättet att utse en kung är att se efter om han kan dra ett svärd ur en sten, och ingen skulle komma på tanken att låta folk göra skriftliga lämplighetstest istället. Om en kvinnas fot passar i glasskon som glömdes på balen betyder det så klart att hon är den okända skönheten som prinsen dansade med – ingen kommer på tanken att andra kan ha samma skostorlek.
I december 2007 meddelade Pratchett att han led av Alzheimers sjukdom.
Efter Pratchetts död 2015 skrev hans assistent Rob Wilkins på Terrys Twitter:
TERRY, WE MUST WALK TOGETHER.
Terry took Death's arm and followed him through the doors and on to the black desert under the endless night.

The End.

Vilket betyder 
TERRY, VI SKA GÅ TILLSAMMANS.
Terry tog Dödens arm och följde honom genom dörrarna och till den svarta öknen under den eviga natten.

Slut.
Texten i versaler representerar hur döden pratar i Skivvärlds-böckerna.

## Tidigt liv
Terry Pratchett föddes 1948 i Beaconsfield, Buckinghamshire som enda barn till David och Elieen Pratchett. Han gick på Holtspur school.1957 flyttade hans familj tillfälligt till Bridgwater, i Somerset. Två år senare, 1959, passerade han sin "eleven plus exam", vilket gav honom en plats på high Wycombe Technical High School (kallas nu John Hampden Grammar School), där han var en viktig del av dess debattklubb. Han skrev även historier för skoltidningen. Pratchett beskrev sig själv som "en elev som inte passade in på någon stereotyp". I Who's whos artikel om honom tackade Pratchett Beaconsfield Public Library för sin utbildning.
Pratchetts tidiga intressen innefattade astronomi. Han samlade Brooke Bond tea cards om rymden, ägde ett teleskop och ville bli astronom, men han saknade de matematiska färdigheter som krävdes. Han intresserade sig för att läsa science fiction och gick på science fiction-konvent från ca 1963-1964, men slutade när han fick sitt första jobb. Pratchetts tidiga litteraturintresse inkluderade böcker av H.G. Wells och Arthur Conan Doyle, samt "every book you really ought to read" (Varje bok du verkligen måste läsa) vilket han senare såg som en utbildning.
Terry Pratchett publicerade sin första novell "Business rivals" 1962 i High Wycombe Technical School magazine. Den handlar om en man kallad Crucible som finner djävulen i sin trädgård, i ett moln av svavelrik rök. "The Hades Business" publicerades i skoltidningen när Pratchett var 13 och för allmänheten när han var 15.
Pratchett tog 5 O-level kurser och påbörjade A-level kurser i bild, engelska och historia. Han planerade först att bli journalist, lämnade skolan när han var 17 år 1965 och började jobba för Bucks free press. Där skrev han bland annat över 80 historier för barnavdelningen under namnet Uncle Jim. Två av dessa historier innehöll karaktärer som kom att användas i hans bok The Carpet People (1971).

## Tidig karriär
Pratchetts genombrott kom 1968 när han intervjuade Peter Bander van Duren, vicedirektör för det lilla förlaget Colin Smythe Ltd. Under mötet nämnde Pratchett att han hade skrivit ett manuskript kallat the Carpet People. Förlaget publicerade boken 1971, med illustrationer från författaren. Boken fick få, men positiva recensioner. Den följdes snart upp av science fiction-romaner som The Dark Side of the Sun (10 maj 1976) och Strata (15 juni 1981).

### Övriga böcker
- The Carpet People. Gerrards Cross: Colin Smythe Ltd. 1971. ISBN 0-900675-49-7 Första utgåvan trycktes endast i 3000 exemplar.[15] Andra utgåvan gavs ut 1991 och var omarbetad.[16]
- The Dark Side of the Sun. Gerrards Cross: Colin Smythe Ltd. 1976. ISBN 0-901072-20-6
- Strata. Gerrards Cross: Colin Smythe Ltd. 1981. ISBN 0-901072-91-5
- Riktiga katter bär inte rosett. Stockholm: Legenda. 1990. ISBN 91-582-1726-6 Illustrerad av Gray Jolliffe, översättning Karl G. Fredriksson och Lilian Fredriksson, originalets titel: The Unadulterated Cat
- En trilogi barnböcker, kallad Resan hem:
  -  Vi far. Stockholm: Wahlströms bokförlag. 1993. ISBN 91-32-13450-9 Översättare Olle Sahlin, Originalets titel: Truckers.
  -  Vi flyr. Stockholm: Wahlströms bokförlag. 1993. ISBN 91-32-13451-7 Översättare Olle Sahlin, Originalets titel: Diggers.
  -  Vi flyger. Stockholm: Wahlströms bokförlag. 1993. ISBN 91-32-13452-5 Översättare Olle Sahlin, Originalets titel: Wings.
- En trilogi barnböcker, kallad Johnny-serien, eller Johnny Maxwell-trilogin:
  -  Bara du kan rädda mänskligheten. Stockholm: Wahlströms bokförlag. 1998. ISBN 91-32-32265-8 Översättare Peter Lindforss, Originalets titel: Only You Can Save Mankind.
  -  Johnny och döden. Stockholm: Wahlströms bokförlag. 1999. ISBN 91-32-32335-2 Översättare Peter Lindforss, Originalets titel: Johnny and the Dead.
  -  Johnny och bomben. Stockholm: Wahlströms bokförlag. 1999. ISBN 91-32-32369-7 Översättare Peter Lindforss, Originalets titel: Johnny and the Bomb.
- Goda omen. Stockholm: Wahlströms bokförlag. 2000. ISBN 91-32-32539-8 Skriven tillsammans med Neil Gaiman. Översättare Peter Lindforss, Originalets titel: Good Omens.
- Sheila Perry och Priscilla Olson, red (2004). Once More* With Footnotes. Framingham: NESFA Press. ISBN 1-886778-57-4
- Nation. Doubleday. 2008. ISBN 978-0-385-61370-5
- Dodger. Random House UK. 2012. ISBN 9780385619271
- The Long Earth-serien, skriven tillsammans med Stephen Baxter:
  -  The Long Earth. 2012
  -  The Long War. 2013
  -  The Long Mars. 2014
  -  The Long Utopia. 2015
  -  The Long Cosmos. 2016

## Priser och utmärkelser
- Carnegie Medal 2001 för The Amazing Maurice and his Educated Rodents
- Brittiska imperieorden (OBE) "for services to literature" 1998[17]
- Adlad ("Knight Bachelor") 2009[18]